# Весела Долина (Бахмутський район)
Весе́ла Доли́на — село Бахмутської міської громади Бахмутського району Донецької області, Україна. Розташоване за 3 км на північний схід від села Зайцеве, на місці колишньої садиби родичів письменника Гаршина, на якому пізніше розташовувались декілька заможних сільських господарств.

## Історія
Після революції, до 1928 року, у селі діяли одиничні господарства, у 1928—1936 роках було організовано радгосп «Допомога».
На території села у 1936 році був заснований Бахмутський будинок інвалідів, у ньому проживало 200 осіб, тоді навколишні землі стали належати підсобному господарству будинку. У наш час на базі будинку інвалідів розміщується Будинок-інтернат для психоневрологічних хворих.
У 1958 році село було електрифіковано і побудовано 2 житлові будинки на 100 і на 250 осіб.